# Richard Barrow
Richard Barrow er en "populær og indflydelsesrig" britisk blogger bosiddende i Thailand, som siden 1998 har skrevet om landet for både fastboende udlændinge, såkaldte "expats", og turister. Hans blogs har tillige de thailandske myndigheders interesse.
Richard Barrow har boet i Thailand siden 1994, hvor han blev ansat til at varetage computerafdelingen på en skole i Samut Prakan, en provins og bydel i Bangkok-området. Foruden sit arbejde på skolen blogger han con amore (ukommercielt for fornøjelsens skyld) om liv og rejser i Thailand på såvel sine egne Internetdomæner, som på de sociale medier Facebook, Instagram og Twitter.
Ved flere lejligheder har Richard Barrow vakt de thailandske myndigheders interesse i at løse opgave i relation til udlændinge, blandt andet i forbindelse med nationens nedlukning grundet coronaviruspandemien i forsommeren 2020, hvor titusindvis at udlændinge strandede med visa, der udløb og skulle forlænges. Barrows blogs med fotos af lange køer ved immigrationskontorerne, var blandt andet medvirkende til, at regeringen indførte visumamnesti.
Tidlige, i august 2019 talte Barrow i Foreign Correspondents’ Club of Thailand (Udenlandske korrespondenters forening i Thailand) om en såkaldt TM30-formular, som alle udlændinge skal undfylde inden 24 timer, hvis de har været mere et et døgn væk fra den registrerede adresse, hvilket for mange var problematisk. Reglerne, der havde været gældende siden 1979. I juni måned 2020 meddelte myndighederne, at man lempede reglerne for fastboende udlændinge.
Den 31. december 2020 blev Richard Barrow tildelt den britiske orden British Empire Medal (Civil Division) for service til britiske borgere i udlandet.

## Externe henvisninger
- Richard Barrow in Thailand, writing about Thailand on Blogs and Social Media (Webside ikke længere tilgængelig), blog.
- Writing about Thailand on Blogs and Social Media Thai Travel News and Events, Explore Thailand with Travel Blogger Richard Barrow (Webside ikke længere tilgængelig), blog.
- Richard Barrow in Thailand, Facebook.
- Richard Barrow in Thailand, Instagram.
- Richard Barrow in Thailand, Twitter.